# Czesław Nawrot
Czesław Nawrot (ur. 11 marca 1942 w Baszkowie, zm. 20 maja 2019 w Zakopanem) – polski wioślarz, olimpijczyk z Tokio 1964. 
Zawodnik Zawiszy Bydgoszcz i AZS Wrocław (w latach 1959–1967).
Uczestnik osady ósemek w mistrzostwach Europy w roku 1964 (5. miejsce) i 1965 (9. miejsce).
Na igrzyskach olimpijskich w 1964 roku wystartował w dwójce bez sternika (partnerem był Alfons Ślusarski). Polska osada zajęła 8. miejsce.